# Leśna Polana (województwo pomorskie)
Leśna Polana – osada w Polsce, w województwie pomorskim, w powiecie słupskim, w gminie Dębnica Kaszubska.
Miejscowość została utworzona 1 stycznia 2019.